# 윌리엄 리러치
윌리엄 리러치(William Lerach, 1946년 3월 14일 ~ )는 집단소송으로 유명한 전직 미국 변호사이다.
2005년 엔론을 상대로 집단소송을 제기해 71.2억 달러(7조원)의 판결을 받아내, 보안 분야 미국 집단소송 역사상 최대의 손해배상금을 기록했다.
2007년 사법방해죄로 유죄판결을 받아 2년의 징역을 살았다. 2009년 캘리포니아주 변호사 협회는 변호사 자격을 박탈했다.